# Éléonore Teles de Menezes
Pour les articles homonymes, voir Menezes.
Titre
Reine consort de Portugal
5 mai 1372 – 22 octobre 1383
(11 ans, 5 mois et 17 jours)
Leonor Teles de Meneses,  surnommée « la Perfide » (a aleivosa en portugais) (Trás-os-Montes, vers 1350 – Tordesillas, 27 avril 1386) est reine consort de Portugal entre 1371 et 1383, du fait de son mariage avec Ferdinand Ier. 
Nièce de Jean Alphonse Telo de Meneses, comte de Barcelos, elle descend par son père (Martin Alphonse Telo de Meneses) du roi Fruela II des Asturies et de León, et par sa mère (Aldonce Anes de Vasconcelos), de Thérèse Sanches, fille naturelle du roi Sanche Ier de Portugal.

## Reine de Portugal
Elle est mariée très jeune à Jean Lourenço de Cunha, fils de l’héritier de la seigneurie de Pombeiro, dont elle a un fils, Albert da Cunha. On raconte que c’est lors d’une de ses visites à sa sœur, Marie Teles, dame de compagnie de l’infante Béatrice (fille du roi Pierre Ier et d’Ines de Castro), que le roi Ferdinand tombe amoureux d’elle. Sous prétexte de consanguinité, ce dernier obtient l’annulation de son mariage, provoquant un grand scandale et des troubles sociaux et politiques, faisant naître un climat d’insécurité dans le pays. 
Le mariage avec le roi a secrètement lieu au monastère de Leça do Balio le 15 mai 1372. À la mi-février de l’année suivante, naît l’infante Béatrice. 
Depuis longtemps déjà les reines de Portugal disposent d’importants revenus grâce à des biens acquis dans leur grande majorité par donation. Grâce à la générosité du roi Ferdinand, la reine reçoit ainsi Vila Viçosa, Abrantes, Almada, Sintra, Torres Vedras, Alenquer, Atouguia, Óbidos, Aveiro, ainsi que les fiefs de Sacavém, Frielas, Unhos et la terre de Melres, dans le Ribadouro. Elle échange Vila Viçosa contre Vila Real de Trás-os-Montes en 1374 et acquiert Pinhel en 1376.

## La crise de 1383-1385
Après la mort du roi Ferdinand, le 22 octobre 1383, Éléonore exerce la régence et son amant, le Galicien Jean Fernandes Andeiro, gagne une influence décisive à la cour. Cette liaison et cette influence déplaisent au plus haut point au peuple, à la bourgeoisie et à une partie de la noblesse, qui détestent la régente et craignent de se voir gouvernés par un souverain castillan.
Ce mécontentement général amène Jean, grand-maître de l’ordre d'Aviz, soutenu par un groupe de nobles, parmi lesquels le jeune Nuno Álvares Pereira, à assassiner le comte d’Andeiro. Le meurtre est perpétré au palais, le 6 décembre 1383, et Jean d’Aviz réclame la régence.
La reine s’enfuit de Lisbonne, ralliée au maître d’Aviz, et se réfugie à Alenquer puis à Santarém, villes restées fidèles à sa cause, où elle tisse les intrigues politiques destinées à la maintenir au pouvoir. L’évolution du conflit entre le grand-maître d’Aviz et le roi de Castille réduit sa marge de manœuvre et elle fut finalement contrainte d’abdiquer la régence en faveur de son gendre Jean Ier de Castille. 
Après la victoire de Jean d’Aviz, ce dernier se proclame régent puis roi de Portugal. En 1384, Jean Ier de Castille la fait enfermer au monastère de Tordesillas, près de Valladolid, où, selon certains historiens, elle meurt en 1386. Cependant, des références du chroniqueur castillan Pero López de Ayala, son contemporain, la donnent comme encore vivante après 1390.

## Descendance
De son premier mariage avec João Lourenço da Cunha naît : 
- Alvaro da Cunha (c.1367-1415)

De ses secondes noces avec le roi Ferdinand Ier de Portugal naissent : 
- Béatrice de Portugal, prétendante au trône de son père, mariée au roi Jean Ier de Castille